# Rodd vid olympiska sommarspelen 1988
Rodd vid olympiska sommarspelen 1988 avgjordes i Seoul i Sydkorea den 19-25 september. 

## Medaljsummering

### Herrar
| Event                         | Guld | Silver | Brons |
| Singelsculler Detaljer...     | Thomas Lange (GDR) | Peter-Michael Kolbe (FRG) | Eric Verdonk (NZL) |
| Dubbelsculler Detaljer...     | Nico Rienks och Ronald Florijn (NED) | Beat Schwerzmann och Ueli Bodenmann (SUI) | Oleksandr Martjenko och Vasil Jakusja (URS)                                                                                    |
| Scullerfyra Detaljer...       | Italien Agostino Abbagnale Davide Tizzano Gianluca Farina Piero Poli                                                                                            | Norge Alf Hansen Rolf Thorsen Lars Bjønness Vetle Vinje | Östtyskland Jens Köppen Steffen Zühlke Steffen Bogs Heiko Habermann                                                            |
| Tvåa utan styrman Detaljer... | Andy Holmes och Steve Redgrave (GBR) | Dănuţ Dobre och Dragoș Neagu (ROM) | Sadik Mujkič och Bojan Prešern (YUG)                                                                                           |
| Tvåa med styrman Detaljer...  | Italien Carmine Abbagnale Giuseppe Abbagnale Giuseppe Di Capua (styrman)                                                                                        | Östtyskland Mario Streit Detlef Kirchhoff René Rensch (styrman) | Storbritannien Andy Holmes Steve Redgrave Patrick Sweeney (styrman)                                                            |
| Fyra utan styrman Detaljer... | Östtyskland Roland Schröder Ralf Brudel Olaf Förster Thomas Greiner                                                                                             | USA Raoul Rodriguez Thomas Bohrer Richard Kennelly David Krmpotich | Västtyskland Guido Grabow Volker Grabow Norbert Keßlau Jörg Puttlitz                                                           |
| Fyra med styrman Detaljer...  | Östtyskland Bernd Niesecke Hendrik Reiher (styrman) Karsten Schmelling Bernd Eichwurzel Frank Klawonn                                                           | Rumänien Dimitrie Popescu Ioan Snep Vasile Tomoiagă Ladislau Lovrenschi (styrman) Valentin Robu                                                                       | Nya Zeeland Chris White Ian Wright Andrew Bird (styrman) Greg Johnston George Keys                                             |
| Åtta med styrman Detaljer...  | Västtyskland Bahne Rabe Eckhardt Schultz Ansgar Wessling Wolfgang Maennig Matthias Mellinghaus Thomas Möllenkamp Thomas Domian Armin Eichholz Manfred Klein (c) | Sovjetunionen Viktor Omeljanovytj Vasilj Tichonov Andrej Vasiljev Pavlo Hurkovskyj Nikolaj Komarov Veniamin But Viktor Diduk Aleksandr Dumtjev Aleksandr Lukjanov (c) | USA Mike Teti Jonathan Smith Ted Patton John Rusher Peter Nordell Jeffrey McLaughlin Doug Burden John Pescatore Seth Bauer (c) |

### Damer
| Event                         | Guld | Silver | Brons |
| Singelsculler Detaljer...     | Jutta Behrendt (GDR) | Anne Marden (USA) | Magdalena Georgieva (BUL)                                                                                   |
| Dubbelsculler Detaljer...     | Birgit Peter och Martina Schröter (GDR) | Elisabeta Oleniuc-Lipă och Veronica Cogeanu-Cochelea (ROU)                                                                                       | Violeta Ninova-Yordanova och Stefka Madina (BUL)                                                            |
| Scullerfyra Detaljer...       | Östtyskland Kerstin Foerster Kristina Mundt Beate Schramm Jana Sorgers                                                                      | Sovjetunionen Irina Kalimbet Svetlana Mazij Inna Frolova Antonina Doumttjeva                                                                     | Rumänien Anișoara Bălan Anişoara Minea Veronica Cogeanu Elisabeta Lipă                                      |
| Tvåa utan styrman Detaljer... | Rodica Arba och Olga Homeghi (ROU) | Radka Stojanova och Lalka Berberova (BUL) | Nicola Payne och Lynley Hannen (NZL)                                                                        |
| Fyra med styrman Detaljer...  | Östtyskland Martina Walther Gerlinde Doberschütz Carola Hornig Birte Siech Sylvia Rose                                                      | Kina Zhang Xianghua Hu Yadong Yang Xiao Zhou Shouying Li Ronghua                                                                                 | Rumänien Marioara Trasca Veronica Necula Herta Anitas Doina Șnep-Bălan Ecaterina Oancia                     |
| Åtta med styrman Detaljer...  | Östtyskland Annegret Strauch Judith Zeidler Kathrin Haacker Ute Wild Anja Kluge Beatrix Schröer Ramona Balthasar Uta Stange Daniela Neunast | Rumänien Doina Șnep-Bălan Veronica Necula Herta Anitas Marioara Trasca Adriana Bazon Mihaela Armasescu Rodica Arba Olga Homeghi Ecaterina Oancia | Kina Zhou Xiuhua Zhang Yali He Yanwen Han Yaqin Zhang Xianghua Zhou Shouying Yang Xiao Hu Yadong Li Ronghua |

## Medaljfördelning
| Pl. | Nation         | Guld | Silver | Brons | Totalt |
| --- | -------------- | ---- | ------ | ----- | ------ |
| 1   | Östtyskland    | 8    | 1      | 1     | 10     |
| 2   | Italien        | 2    | 0      | 0     | 2      |
| 3   | Rumänien       | 1    | 4      | 2     | 7      |
| 4   | Västtyskland   | 1    | 1      | 1     | 3      |
| 5   | Storbritannien | 1    | 0      | 1     | 2      |
| 6   | Nederländerna  | 1    | 0      | 0     | 1      |
| 7   | USA            | 0    | 2      | 1     | 3      |
| 7   | Sovjetunionen  | 0    | 2      | 1     | 3      |
| 9   | Bulgarien      | 0    | 1      | 2     | 3      |
| 10  | Kina           | 0    | 1      | 1     | 2      |
| 11  | Norge          | 0    | 1      | 0     | 1      |
| 11  | Schweiz        | 0    | 1      | 0     | 1      |
| 13  | Nya Zeeland    | 0    | 0      | 3     | 3      |
| 14  | Jugoslavien    | 0    | 0      | 1     | 1      |